# Chief Compliance Officer
Ein Chief Compliance Officer (sinngemäß Oberster Richtlinien-Beauftragter) verantwortet die Rechtskonformität aller Prozesse in einem Unternehmen.
Er nimmt sich meist der folgenden Aufgaben an:
- Etablierung eines Managementsystems für Compliancemanagement
- Sicherstellen, dass gesetzliche, normative und ethische Vorgaben eingehalten werden
- Erarbeitung und Freigabe von Complianceleit- und -richtlinien in Abstimmung mit der Unternehmensleitung
- Sensibilisierung der Mitarbeitenden für Compliancethemen
- Nachhalten der Umsetzung über interne Audits

Der CCO benötigt ausgeprägte Branchen- und Rechtskenntnisse, ist aber in der Regel nicht Teil der Rechtsabteilung, um die Unabhängigkeit der Rolle sicherzustellen.
Idealerweise ist der CCO eine Stabstelle der Geschäftsleitung und berichtet direkt an das geschäftsführende Vorstandsmitglied (in anglophonen Staaten: CEO) oder dem Finanzchef (CFO).

## Web-Links
- Diana Illing / Karsten Umnuß, Die arbeitsrechtliche Stellung des Compliance Managers – insbesondere Weisungsunterworfenheit und Reportingpflichten, Corporate Compliance Zeitschrift (CCZ) 2009, 1
- Steffen Krieger / Jens Günther, Die arbeitsrechtliche Stellung des Compliance Officers - Gestaltung einer Compliance-Organisation unter Berücksichtigung der Vorgaben im BGH-Urteil vom 17. 7. 2009, Neue Zeitschrift für Arbeitsrecht (NZA) 2010, 367